# Luke Ayling
Luke David Ayling (Lambeth, 25 de agosto de 1991) é um futebolista inglês que defende o Middlesbrough. Normalmente atua como lateral-direito, embora também possa jogar a defesa-central.
Ayling realizou toda a sua formação futebolística no Arsenal, ingressando nas camadas jovens do clube aos 8 anos de idade e assinando o seu primeiro contrato profissional pelos gunners em julho de 2009. Em março de 2010, Ayling foi emprestado ao Yeovil Town, jogando quatro partidas. No final da época, assinou permanentemente pelo Yeovil, que representou durante quatro temporadas, assinando com o Bristol City em 2014. Em 2016, foi contratado pelo Leeds United, onde foi peça essencial  na conquista do Championship 2019–2020, sob o comando de Marcelo Bielsa .

## Carreira

### Arsenal
Ayling nasceu em Lambeth, Londres. Apesar de ser adepto do Chelsea, jogou nas camadas jovens do Arsenal desde os 8 anos de idade, ao lado de jogadores como Jack Wilshere e Kyle Bartley. Em 2008–09, Ayling integrou a equipa Sub-18 que conquistou a Premier Academy League e a FA Youth Cup, formando uma parceria defensiva com Bartley. Em julho de 2009, Ayling assinou o seu primeiro contrato profissional com o Arsenal.
Ayling nunca jogou pela equipa principal do Arsenal. A sua única convocatória foi a 9 de dezembro de 2009, no último jogo da fase de grupos da Liga dos Campeões, em que o Arsenal perdeu 1–0 contra o Olympiacos; Luke foi suplente não utilizado. Em junho de 2010, após o seu contrato expirar, Ayling deixou o Arsenal.

### Yeovil Town
Em março de 2010, quando ainda pertencia ao Arsenal, Ayling foi emprestado ao Yeovil Town, da League One (3ª divisão inglesa), por 1 mês. A 2 de abril de 2010, fez a sua estreia profissional, entrando como suplente na 2ª parte de um empate por 0-0 frente ao Southend United. O empréstimo de Ayling foi prolongado até ao final da época 2009-10. Ayling jogou um total de quatro partidas, incluindo a sua estreia como titular no campeonato, a 8 de maio de 2010, no último jogo da época, frente ao Brighton & Hove Albion.
A 30 de junho de 2010, após deixar o Arsenal, Ayling assinou permanentemente pelo Yeovil. Luke fez a sua estreia como jogador oficial do clube numa vitória por 2–1 sobre o Leyton Orient. Na sua primeira temporada completa pelo Yeovil, Ayling fez 40 jogos, mas mostrou alguns problemas disciplinares ao receber 13 cartões amarelos e 2 vermelhos. A 19 de maio de 2013, Ayling jogou na final do play-off da League One, em Wembley, em que o Yeovil venceu o Brentford por 2–1, conquistando a subida ao Championship.
No final da época 2013–14, em que o Yeovil foi despromovido de volta para a League One, o contrato de Ayling terminou. Após rejeitar a renovação, Luke deixou o Yeovil em junho de 2014.

### Bristol City
A 8 de julho de 2014, após deixar o Yeovil Town, Ayling assinou um contrato de 3 anos pelo Bristol City, também da League One assinando um contrato de três anos. Como Luke tinha menos de 24 anos, o Yeovil teve direito a uma taxa de compensação não revelada. Ayling fez a sua estreia pelo Bristol City a 9 de agosto de 2014, na 1ª jornada do campeonato, numa vitória por 2–1 sobre o Sheffield United.
Na época 2014–15, Ayling participou na conquista do EFL Trophy, com o Bristol City a vencer o Walsall por 2–0 em Wembley, a 22 de março de 2015. A 18 de abril de 2015, o Bristol City sagrou-se campeão da League One, após empatar 0-0 em casa com o Coventry City, garantindo assim a promoção ao Championship. Ayling foi um dos destaques da equipa, jogando 58 partidas em todas as competições na temporada. Na época seguinte, Luke jogou 33 vezes no Championship, como lateral-direito defesa-central, e a sua solidez defensiva foi essencial para o Bristol evitar a descida de divisão

### Leeds United

#### 2016–17
Em agosto de 2016, Ayling foi contratado ao Bristol City pelo Leeds United, também do Championship, por £ 200.000, após o seu ex-colega de equipa no Arsenal, Kyle Bartley, o ter recomendado por SMS ao treinador Garry Monk. Após o lateral-direito Gaetano Berardi se lesionar no jogo de abertura contra o Queens Park Rangers, Monk decidiu contratar Ayling por três anos. Em retrospetiva, a contratação de Ayling é considerada um dos melhores negócios da história recente do Leeds, visto que o jogador se tornou uma figura essencial no ressurgimento do clube e eventual promoção à Premier League, 4 anos mais tarde.
Na primeira época de Ayling com o Leeds, o clube foi, pela primeira vez em anos, um forte candidato à subida de divisão, muito devido a uma defesa sólida composta por Ayling, Bartley, Pontus Jansson e Berardi. Com apenas 6 jogos restantes no campeonato, uma vitória por 2–0 sobre o Brighton colocou o Leeds no 4º lugar. No entanto, os whites venceram apenas 1 dos 6 jogos finais, terminando a época em 7º lugar e falhando os play-offs de promoção. No entanto, esta temporada é relembrada como um ponto de viragem na história recente do Leeds, notado pelo aumento de quase um terço do público nos jogos em casa. Além disso, esta foi a época em que o clube foi adquirido por Andrea Radrizzani. Ayling e outros colegas de equipa como Liam Cooper, Stuart Dallas, Kalvin Phillips e Pablo Hernandez forneceram estabilidade ao Leeds após anos de políticas de recrutamento questionáveis.

#### 2017–18
A época seguinte, 2017–18, teve um bom arranque sob o comando do novo treinador Thomas Christiansen, com o Leeds a liderar a tabela classificativa após 9 jogos. Ayling, mantendo-se como uma das figuras principais da equipa, renovou, a 19 de outubro, contrato com o clube por 4 anos. No dia de Ano Novo, com o Leeds em posição de play-off, num jogo contra o Nottingham Forest que terminaria 0–0, Luke sofreu uma lesão no tornozelo, após uma entrada de Liam Bridcutt, que o afastou para o resto da época. Sem Ayling, o Leeds venceu apenas 1 dos 17 jogos seguintes, caindo para a metade inferior da tabela. Luke regressou aos relvados (antes do previsto) no último jogo da época, frente ao Queens Park Rangers.

#### 2018–19
No verão de 2018, o Leeds contratou Marcelo Bielsa como treinador. Nesta temporada, Ayling marcou o seu primeiro golo pelo clube, contra o Rotherham United e realizou a sua 100ª partida pelo Leeds, contra o Swansea. Além disso, foi eleito vice-capitão, atrás de Liam Cooper. Nessa temporada, Luke participou em 42 partidas. O Leeds, que liderava a divisão no Natal, caiu na tabela na segunda metade da época, falhando a subida automática e sendo derrotado pelo Derby County nos play-offs.

#### 2019–20
Após uma lesão no início da pré-época de 2019–2020, Ayling foi submetido a uma cirurgia no tornozelo, que o afastou de todos os jogos de pré-época e jogos iniciais da temporada. A 8 de agosto de 2019, foi revelado que o Leeds tinha, durante a janela de transferências, rejeitado propostas por Ayling, visando mantê-lo no clube.
A outubro de 2019, Luke renovou com o Leeds por mais 4 épocas. O seu primeiro golo na temporada 2019–20 foi um remate de primeira a longa distância, numa vitória dramática por 5–4 frente ao Birmingham City, a 29 de dezembro de 2019. A 30 de dezembro de 2019, Ayling foi selecionado como lateral-direito do "XI da década da Football League" pelo The Guardian.
A 8 de janeiro de 2020, após performances impressionantes durante dezembro, Ayling venceu o prémio de Jogador do Mês do Championship. A forma goleadora de Ayling manteve-se nos meses seguintes: a 15 de fevereiro, após 3 jogos sem vitórias, marcou o único golo num triunfo em casa sobre o Bristol City, que permitiu ao Leeds manter o 2º lugar, atrás do West Bromwich Albion; a 7 de março, através de um "remate de primeira impressionante", contribuíu para a vitória por 2–0 sobre o Huddersfield Town, que colocou o Leeds no topo da tabela classificativa. Em fevereiro, foi-lhe novamente atribuído o prémio de Jogador do Mês do Championship.
Em março de 2020, a temporada de futebol profissional inglês foi interrompida devido à pandemia de COVID-19. A época foi retomada em junho e após o seu término, o Leeds havia-se sagrado campeão do Championship, garantindo a subida à Premier League.
A 24 de julho de 2020, na cerimónia de prémios do Leeds, Ayling recebeu o galardão de Melhor Golo, pelo seu remate de primeira face ao Huddersfield. A 7 de agosto, o The Guardian selecionou-o para a equipa do ano da Football League em 2019–20.
A 19 de agosto de 2020, Ayling venceu o prémio da PFA de Jogador do Ano do Championship 2019–20, escolhido pelos adeptos. A 8 de setembro de 2020, Ayling foi selecionado pela PFA para a melhor equipa do Championship 2019–20.

#### 2020–21
A 12 de setembro de 2020, Ayling fez a sua estreia na Premier League, no jogo de abertura da temporada 2020–21, contra o Liverpool, campeão em título. Luke foi titular e capitão do Leeds, que foram derrotados por 4-3 em Anfield. Nesta temporada, Ayling participou em todos os 38 jogos do campeonato, com o Leeds a terminar a época no 9º lugar, mantendo o seu estatuto de Premier League.

#### 2021–22
Ayling marcou o seu primeiro golo na Premier League no jogo de abertura da temporada 2021–22, numa derrota por 5–1 contra o rival Manchester United, em Old Trafford. Este golo foi nomeado para Golo do Mês da Premier League em agosto.
A 17 de setembro, num empate por 1–1 frente ao Newcastle United, Ayling sofreu uma lesão no joelho que necessitou de ser reparada por cirurgia, afastando-o dos relvados por quase três meses. No seu jogo de regresso, a 5 de dezembro, Ayling foi titular contra o Brentford, assistindo o golo do empate aos 94 minutos, numa partida que terminou 2–2.
A 12 de dezembro de 2021, Ayling tornou-se um dos apenas 70 jogadores que disputaram mais de 200 partidas pelo Leeds United. A 18 de março de 2022, Ayling marcou o golo da vitória aos 91 minutos de jogo contra o Wolves, após uma reviravolta emocionante. A 8 de maio de 2022, num jogo contra o Arsenal, Ayling foi expulso por vermelho direto após uma entrada a pés juntos sobre Gabriel Martinelli.
O Leeds terminou a temporada 2021–22 em 17º lugar, escapando por pouco à descida de divisão.

#### 2022–23
Na porção da Premier League 2022–23 anterior ao Mundial 2022, lesões e problemas de forma física limitaram o tempo de jogo de Ayling. A 13 de novembro de 2022, data de interrupção do campeonato, Luke tinha feito apenas 7 jogos no campeonato, 6 deles como suplente usado no fim do jogo. Em outubro e novembro, apenas completou 90 minutos em duas ocasiões: uma no campeonato e outra na Taça da Liga. A 16 de fevereiro de 2023, o Leeds anunciou ter renovado o contrato de Ayling até ao verão de 2024. A 13 de maio, Luke marcou pela primeira vez numa partida da Premier League em Elland Road, num empate por 2–2 com o Newcastle, o seu 250º jogo pelo Leeds em todas as competições.

## Estilo de Jogo
Ayling joga preferencialmente como lateral-direito, mas também pode atuar como defesa-central ou médio-defensivo. Em 2009, Steve Claridge, ex-jornalista desportivo do The Guardian, elogiou Ayling pela sua "leitura de jogo, capacidade de comunicação e organização, destreza aérea, bom uso de ambos os pés e da bola". Na temporada 2017–18, Ayling foi elogiado pelo seu trabalho defensivo, que contribuiu para o início de época sólido do Leeds.

## Vida Pessoal
Em agosto de 2019, Ayling foi uma das principais figuras do documentário da Amazon Prime Take Us Home, sobre a época 2018–19 do Leeds United, narrado por Russel Crowe, vencedor do Oscar e fã do Leeds.
Ayling tem uma filha, Maisie, nascida em março de 2017. A 9 de junho de 2021, casou-se com a sua esposa Poppy. A cantora e compositora Ellie Goulding atuou na cerimónia.
Ayling tem como alcunha "Bill" e é frequentemente assim tratado pelos jogadores e adeptos do Leeds. Ayling tem disfemia.

## Estatísticas de Carreira
- Atualizado até partida disputada a 12 de fevereiro de 2023

| Clube             | Temporada         | Campeonato        | Campeonato | Campeonato | FA Cup | FA Cup | EFL Cup | EFL Cup | Outros | Outros | Total | Total |
| Clube             | Temporada         | Liga              | Jogos      | Golos      | Jogos  | Golos  | Jogos   | Golos   | Jogos  | Golos  | Jogos | Golos |
| ----------------- | ----------------- | ----------------- | ---------- | ---------- | ------ | ------ | ------- | ------- | ------ | ------ | ----- | ----- |
| Arsenal           | 2009–10           | Premier League    | 0          | 0          | 0      | 0      | 0       | 0       | 0      | 0      | 0     | 0     |
| Yeovil Town       | 2009–10           | League One        | 4          | 0          | —      | —      | —       | —       | —      | —      | 4     | 0     |
| Yeovil Town       | 2010–11           | League One        | 37         | 0          | 1      | 0      | 1       | 0       | 1      | 0      | 40    | 0     |
| Yeovil Town       | 2011–12           | League One        | 44         | 0          | 3      | 0      | 1       | 0       | 0      | 0      | 48    | 0     |
| Yeovil Town       | 2012–13           | League One        | 39         | 0          | 0      | 0      | 2       | 0       | 6      | 0      | 47    | 0     |
| Yeovil Town       | 2013–14           | Championship      | 42         | 2          | 2      | 0      | 2       | 1       | —      | —      | 46    | 3     |
| Yeovil Town       | Total             | Total             | 166        | 2          | 6      | 0      | 6       | 1       | 7      | 0      | 185   | 3     |
| Bristol City      | 2014–15           | League One        | 46         | 4          | 5      | 0      | 1       | 0       | 6      | 0      | 58    | 4     |
| Bristol City      | 2015–16           | Championship      | 33         | 0          | 2      | 0      | 1       | 0       | —      | —      | 36    | 0     |
| Bristol City      | 2016–17           | Championship      | 1          | 0          | —      | —      | 0       | 0       | —      | —      | 1     | 0     |
| Bristol City      | Total             | Total             | 80         | 4          | 7      | 0      | 2       | 0       | 6      | 0      | 95    | 4     |
| Leeds United      | 2016–17           | Championship      | 42         | 0          | 0      | 0      | 1       | 0       | —      | —      | 43    | 0     |
| Leeds United      | 2017–18           | Championship      | 27         | 0          | 0      | 0      | 4       | 0       | —      | —      | 31    | 0     |
| Leeds United      | 2018–19           | Championship      | 38         | 2          | 1      | 0      | 1       | 0       | 2      | 0      | 42    | 2     |
| Leeds United      | 2019–20           | Championship      | 37         | 4          | 1      | 0      | 0       | 0       | —      | —      | 38    | 4     |
| Leeds United      | 2020–21           | Premier League    | 38         | 0          | 0      | 0      | 0       | 0       | —      | —      | 38    | 0     |
| Leeds United      | 2021–22           | Premier League    | 26         | 2          | 1      | 0      | 1       | 0       | —      | —      | 28    | 2     |
| Leeds United      | 2022–23           | Premier League    | 29         | 2          | 2      | 0      | 1       | 0       | —      | —      | 32    | 2     |
| Leeds United      | Total             | Total             | 237        | 10         | 5      | 0      | 8       | 0       | 2      | 0      | 252   | 10    |
| Total de Carreira | Total de Carreira | Total de Carreira | 483        | 16         | 18     | 0      | 16      | 1       | 15     | 0      | 532   | 17    |

## Prémios
Arsenal Sub–18
- Premier Academy League: 2008-09[7]
- FA Youth Cup: 2008–09[7]

Yeovil Town
- Vencedor play-offs League One: 2012–13[17]

Bristol City
- Football League One: 2014–15[72]
- EFL Trophy: 2014–15[22]

Leeds United
- Championship: 2019–20[73]

Individual
- Jogador do Ano do Championship, escolhido pelos adeptos: 2019–20[48]
- Equipa do Ano do Championship: 2019–20[49]
- Golo da temporada do Leeds United: 2019–20[46]
- Jogador do Mês do Championship: dezembro de 2019[74] e fevereiro de 2020.[44]